# Adartza
Adartza – szczyt w Pirenejach. Leży w południowej Francji, w departamencie Pireneje Atlantyckie, blisko granicy z Hiszpanią. Należy do Pirenejów Zachodnich.